# Служниця із Бракеля
«Служниця із Бракеля» — німецька казка, зібрана братами Ґрімм у «Казках Ґрімм», казка № 115.
Це Арне-Томпсон типу 1476A, Молитва до матері-статуї.
Події розгортаються в Бракелі, Німеччина.

## Синопсис
У каплиці в дитинстві містилася статуя святої Анни (матері Діви Марії) та Діви Марії. Неодружена жінка молилася святій Анні, щоб одружитися з чоловіком. Чиновник, який її почув, сказав, що вона його не прийме. Жінка прийняла це за дитину-Марію і докоряла їй, бо вона розмовляла з її матір'ю.
Свята Анна була покровителькою неодружених жінок, зокрема через легенду про те, що вона була тричі одружена.